# 1989 EZ
1989 EZ är en asteroid i huvudbältet som upptäcktes den 9 mars 1989 av den japanska astronomen Yoshiaki Oshima vid Gekko-observatoriet.
Asteroiden har en diameter på ungefär 8 kilometer.